# Cerkowlany
Cerkowlany (biał. Царкаўляне; ros. Церковляне) – wieś na Białorusi, w obwodzie witebskim, w rejonie miorskim, w sielsowiecie Turkowo.

## Historia
W czasach zaborów wieś w gminie Mikołajewo, w powiecie dzisieńskim, w guberni wileńskiej Imperium Rosyjskiego
W latach 1921–1945 wieś leżała w Polsce, w województwie wileńskim, w powiecie dziśnieńskim w gminie Mikołajów.
Według Powszechnego Spisu Ludności z 1921 roku zamieszkiwało tu 19 osób, wszystkie były wyznania prawosławnego i zadeklarowały polską przynależność narodową. Były tu 4 budynki mieszkalne. W 1931 w 11 domach zamieszkiwało 52 osoby.
Wierni należeli do parafii prawosławnej w Dziśnie. Miejscowość podlegała pod Sąd Grodzki w Dziśnie i Okręgowy w Wilnie; właściwy urząd pocztowy mieścił się w Dziśnie.
W wyniku napaści ZSRR na Polskę we wrześniu 1939 miejscowość znalazła się pod okupacją sowiecką. 2 listopada została włączona do Białoruskiej SRR. Od czerwca 1941 roku pod okupacją niemiecką. W 1944 miejscowość została ponownie zajęta przez wojska sowieckie i włączona do Białoruskiej SRR.
Od 1991 w składzie niepodległej Białorusi.